# Macintosh XL
O Macintosh XL era uma versão modificada do computador pessoal Apple Lisa, fabricado pela Apple Computer, Inc. O XL vinha com o MacWorks XL, um programa do Lisa que permitia emular 64K (ROM) do Macintosh. Uma máquina idêntica fora previamente vendida como Lisa 2/10 com o sistema operativo do Lisa.